# Gwendolyn Graham et Cathy Wood
 (mai 2014).
Si vous disposez d'ouvrages ou d'articles de référence ou si vous connaissez des sites web de qualité traitant du thème abordé ici, merci de compléter l'article en donnant les références utiles à sa vérifiabilité et en les liant à la section « Notes et références ».
Gwendolyn Graham, née le 6 août 1963 et Cathy Wood, née en 1962, sont des tueuses en série américaines, reconnues coupables du décès de cinq femmes âgées, à Grand Rapids (Michigan). Elles ont commis leurs crimes au Alpine Manor, une maison de retraite où elles étaient toutes deux aide-soignantes.

## Tueuses en série
En 1988, à Grand Rapids (Michigan), cinq personnes âgées décèdent dans la maison de retraite huppée d'Alpin Manor. Elles sont retrouvées étouffées dans leur lit. Après des semaines d'enquête, la police arrête deux aides-soignantes Gwendolyn Graham, 26 ans, et Cathy Wood, 28 ans. Elles sont toutes les deux mères de famille. Elles s'étaient alors vantées de leurs meurtres devant plusieurs témoins avant d'être prises au sérieux et inculpées. Le procès permet de révéler que les deux femmes, devenues amantes, tuaient par perversité sexuelle.

## Condamnation
Lors des interrogatoires et du procès, Cathy Wood accuse son ancienne amante d'être l'instigatrice de ces crimes. Elle parvient ainsi à réduire sa peine à vingt ans de prison, alors que Gwendolyn Graham est condamnée à perpétuité.